# Karl Biedermann (résistant)
Pour les articles homonymes, voir Karl Biedermann et Biedermann.

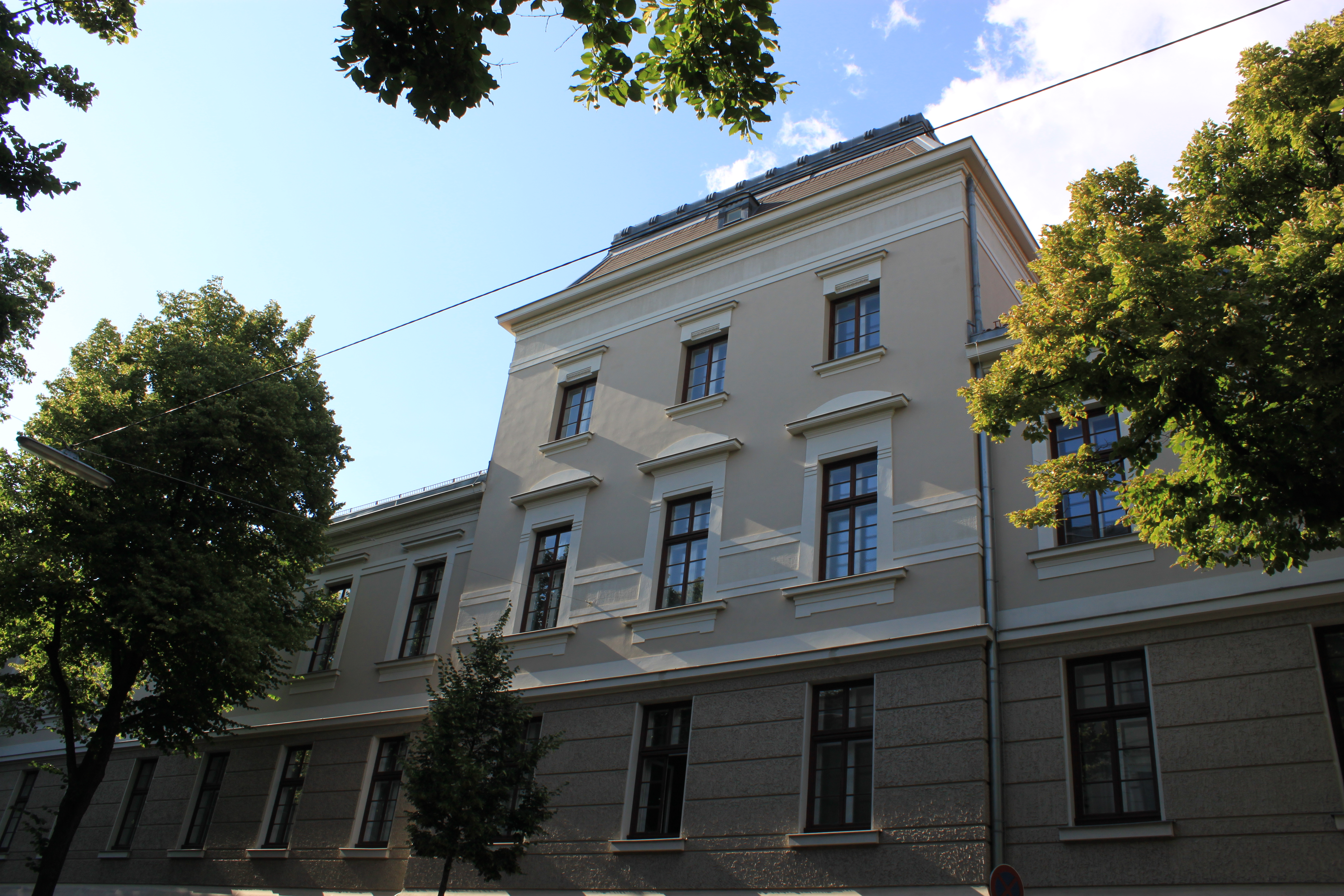
Caserne Biedermann-Raschke-Huth

Karl Biedermann (né le 11 août 1890 à Miskolc, en Hongrie, qui fait alors partie de l'Autriche-Hongrie, mort le 8 avril 1945 à Vienne) était un commandant de la Heimwehr autrichienne, major de la Wehrmacht allemande puis membre de la Résistance allemande au nazisme.

## Biographie
Après avoir été à l'école des cadets à Traiskirchen, Karl Biedermann sert dans l'armée austro-hongroise. À la fin de la Première Guerre mondiale, il a le grade de capitaine. Deux ans plus tard, il est libéré du service militaire. Dans la vie civile, il devient un fonctionnaire de la Caisse d'épargne postale et rejoint diverses organisations d'extrême droite paramilitaires.
En février 1934, Biedermann est commandant des Freiwilliges Schutzkorps (de), une des organisations de la Heimwehr. Il participe à la Guerre civile autrichienne dans la bataille à Karl Marx Hof.
Après l'Anschluss en mars 1938, il rejoint la Wehrmacht. En 1940, il est promu au grade de major. Au cours de la Seconde Guerre mondiale, il fait la bataille de France, la campagne des Balkans et le Front de l'Est puis est posté à Vienne.
Biedermann rejoint le groupe de résistance dirigé par le major Carl Szokoll au sein de la Wehrmacht autrichienne dans le district militaire XVII. Au printemps 1945, Szokoll monte l'Opération Radetzky, dont le but est d'aider l'Armée rouge dans la libération de Vienne et de prévenir des dommages importants. Biedermann et ses troupes doivent occuper des postes clés dans la ville et empêcher la démolition des ponts.
Mais le 6 avril l'Opération Radetzky est révélé. Biedermann est arrêté dans la nuit du 5 au 6 avril, traduit devant une cour martiale et condamné à mort. Le 8 avril, comme deux autres officiers résistants, le capitaine Alfred Huth et le premier-lieutenant Rudolf Raschke, il est pendu publiquement dans le quartier de Floridsdorf par le chef de la Sicherheitspolizei, Rudolf Mildner.

## Reconnaissance
En 1967, la Breitenseer Kaserne (de) dans l'arrondissement de Penzing (Vienne) est renommé des noms de Biedermann, Raschke et Huth. En 1995, à Vienne, une ruelle de Floridsdorf porte son nom Karl Biedermann.
Dans le jardin de l'église Gethsémané de Berlin, une plaque commémore l'acte de résistance de Karl Biedermann. Le gouvernement de l'Allemagne de l'Est avait refusé l'autorisation de la poser sur le site qui avait été initialement prévu, car elle ne rappelait pas les symboles officiels héroïques de la lutte, et elle a donc été installée sur le terrain de l'église le 3 octobre 1990.

## Source, notes et références
- (de) Cet article est partiellement ou en totalité issu de l’article de Wikipédia en allemand intitulé « Karl Biedermann (Widerstandskämpfer) » (voir la liste des auteurs).